# Arts 56
 (avril 2024).
Si vous disposez d'ouvrages ou d'articles de référence ou si vous connaissez des sites web de qualité traitant du thème abordé ici, merci de compléter l'article en donnant les références utiles à sa vérifiabilité et en les liant à la section « Notes et références ».
 (juin 2020).
Le bâtiment Arts 56 est situé sur le boulevard de la petite ceinture à Bruxelles. Il est desservi par les transports en commun se trouvant avenue du Trône ainsi que par l'infrastructure routière de la petite ceinture.

## Localisation
L'ancien siège de la Winterthur, aujourd'hui connu sous le nom Art 56, est un bâtiment de bureaux de style fonctionnaliste dessiné par les architectes belges Philippe Dumont et José Vandenbossche. Son nom actuel est dû à son emplacement, avenue des Arts au numéro 55-56, sur la commune de Bruxelles.

## Historique
La compagnie d'assurance Winterthur dont le siège se trouve en Suisse s’est installée dans la capitale belge au niveau de l’Avenue des Arts. Philippe Dumont a été commandité pour la réalisation de cet immeuble de bureaux. Le siège de Winterthur a remplacé deux bâtiments qui se trouvaient sur l'Avenue des Arts. Ils ont été rachetés puis détruits. C'est pourquoi l'adresse de ce bâtiment comporte deux numéros 55 et 56.
La Winterthur a été rachetée en 2007 par la firme internationale AXA. Puis, Befimmo rachète le bâtiment en 2017 et s’occupe de sous-louer les locaux, aujourd’hui[Quand ?] 11 locataires occupent le bâtiment répartis sur sept niveaux.

## Architecture
En 1963, la banque suisse rachète deux bâtiments situés sur cette avenue aux numéros 55 et 56 pour les détruire et y implanter le leur. La parcelle est un rectangle inséré entre deux bâtiments et donnant sur deux rues parallèles, l’Avenue des arts et l’Avenue du Commerce. La surface au sol est de 5 074 m2 soit 86 x 59 m. Les deux côtés les plus courts donnent sur l’une ou l’autre rue, la façade la plus active[Quoi ?] est celle donnant sur l’avenue des arts.
L’avenue des Arts est soumise à un règlement urbanistique. Elle impose une hauteur de gabarit, un espacement avec la chaussée ainsi qu’un décalage du dernier niveau, ceci afin de maintenir une certaine homogénéité sur ce tronçon de la petite ceinture.
Les architectes Philippe Dumont et José Vandenbossche ont dû s'adapter au terrain ainsi qu'au gabarit qui leur était imposé.

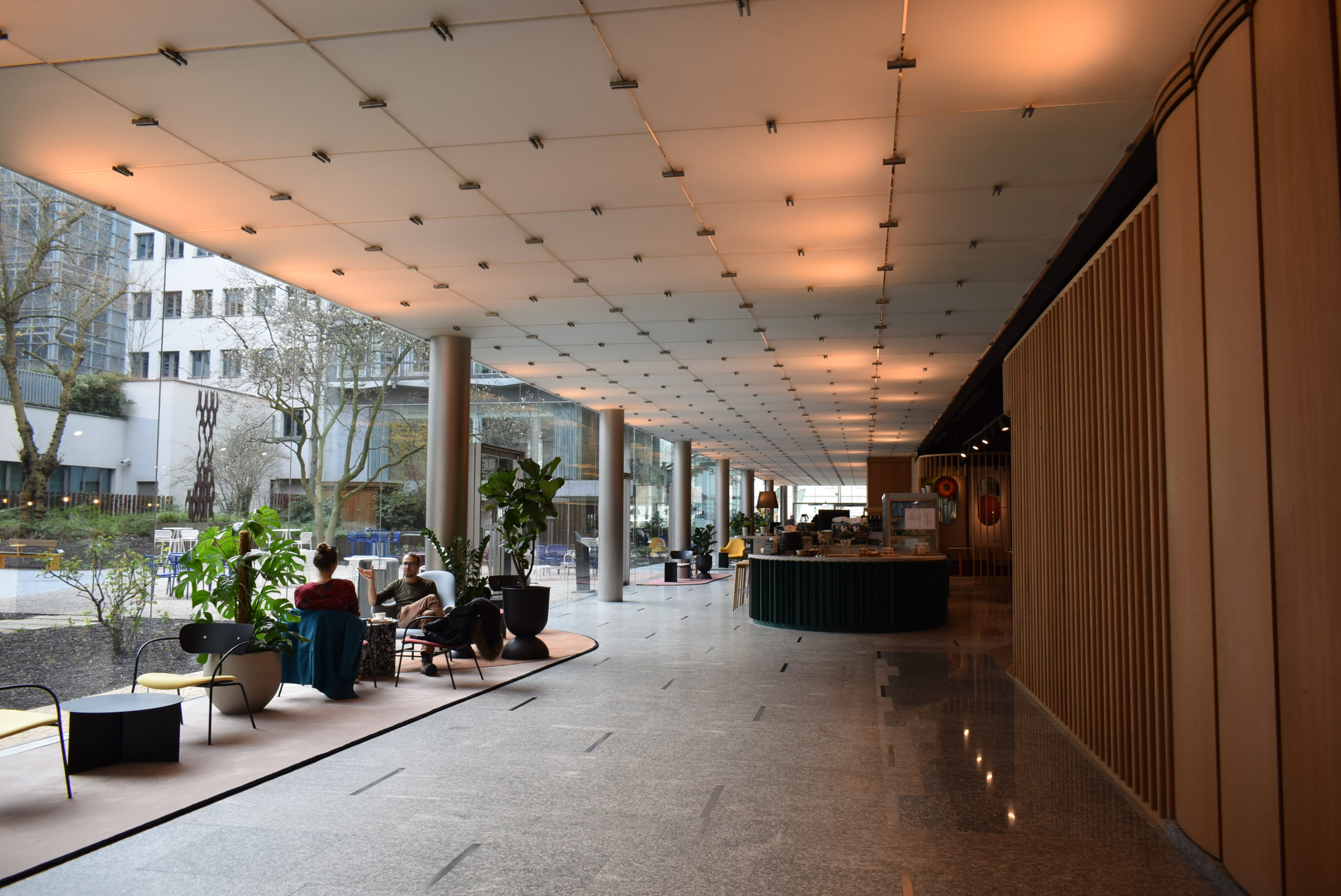
grande allée qui relie les deux ailes principales
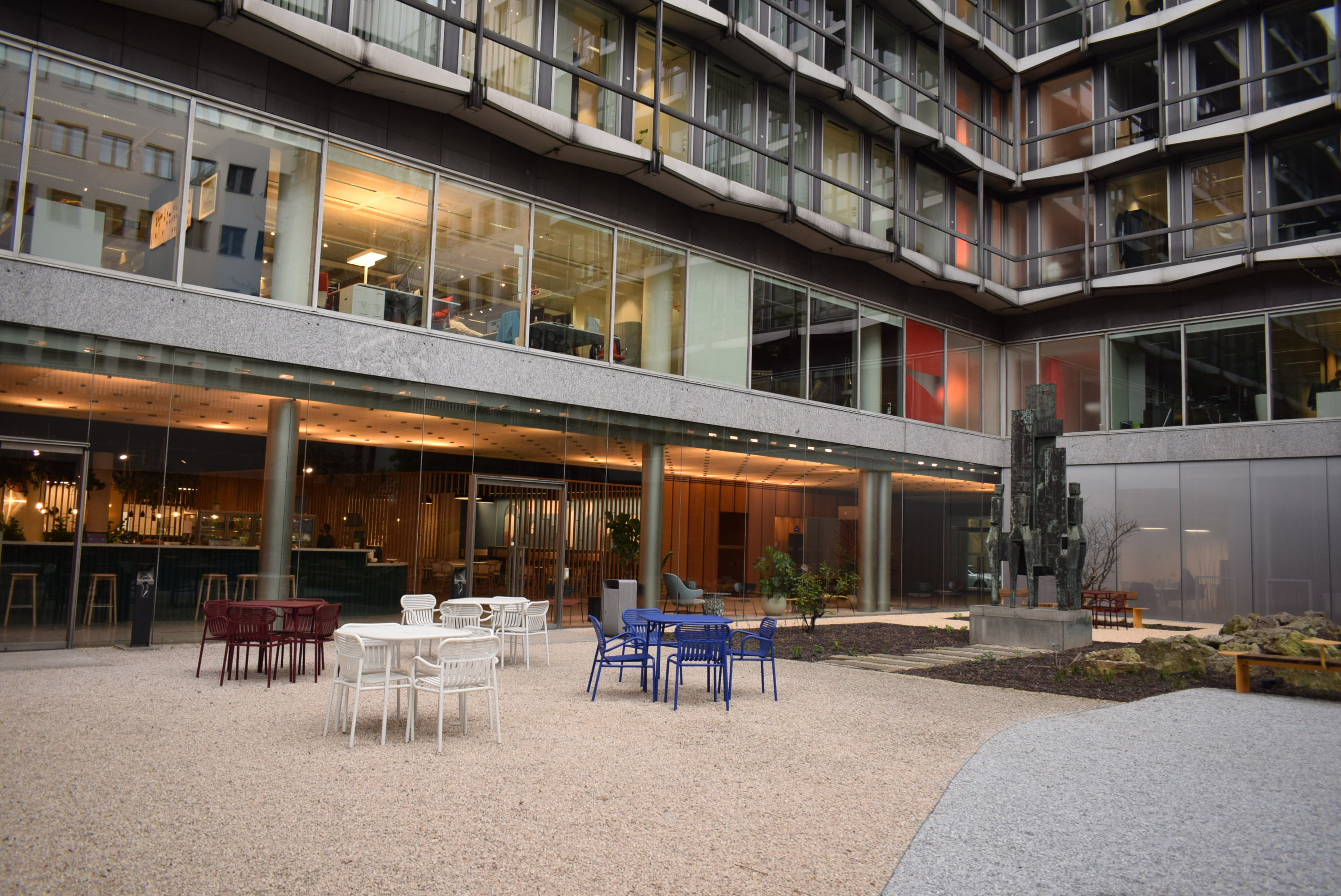
jardin réaménagé en 2019

Le bâtiment se développe sur une hauteur de 28 mètres, découpé en huit niveaux ainsi que deux niveaux de sous-sol pour les parkings et les espaces techniques. La superficie totale du bâtiment est de 46 505 m2, incluant 15 696 m2 de parking, un rez-de-chaussée commun de 3 221 m2, des espaces de bureaux pour 19 374 m2, les techniques de 4 053 m2 et le jardin.
L'immeuble reprend les codes du mouvement moderniste : des lignes géométriques pures, une répartition fonctionnelle et l'emploi de techniques nouvelles. La façade du côté de l'avenue des Arts est celle qui exprime le plus le style moderne. Elle est composée de deux parties : un soubassement qui concerne uniquement le rez-de-chaussée d’accueil et les étages où l’on trouve les bureaux. Les deux parties se différencient totalement par leur traitement en façade.

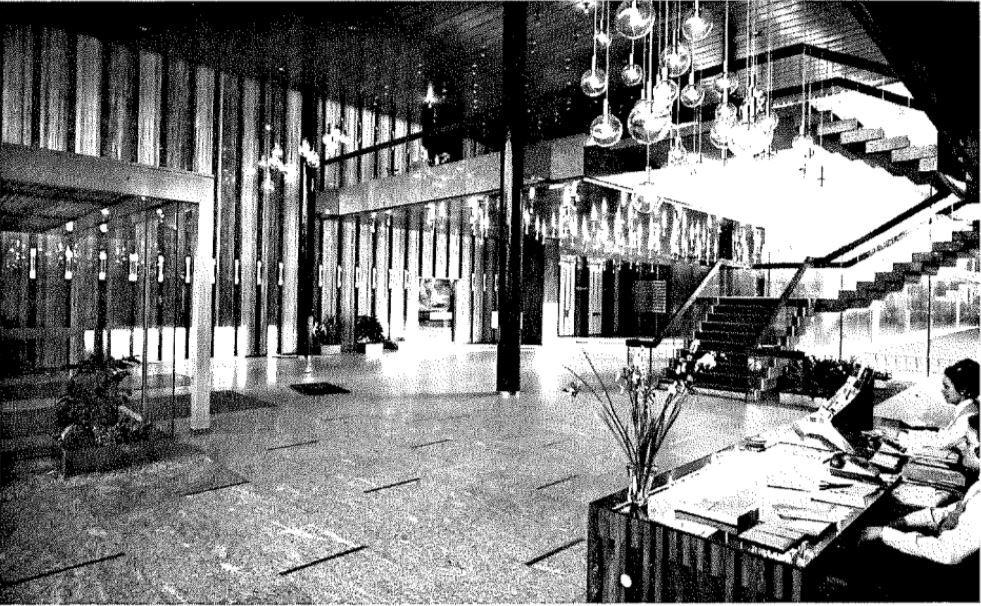
Hall du bâtiment arts 56, années 70'
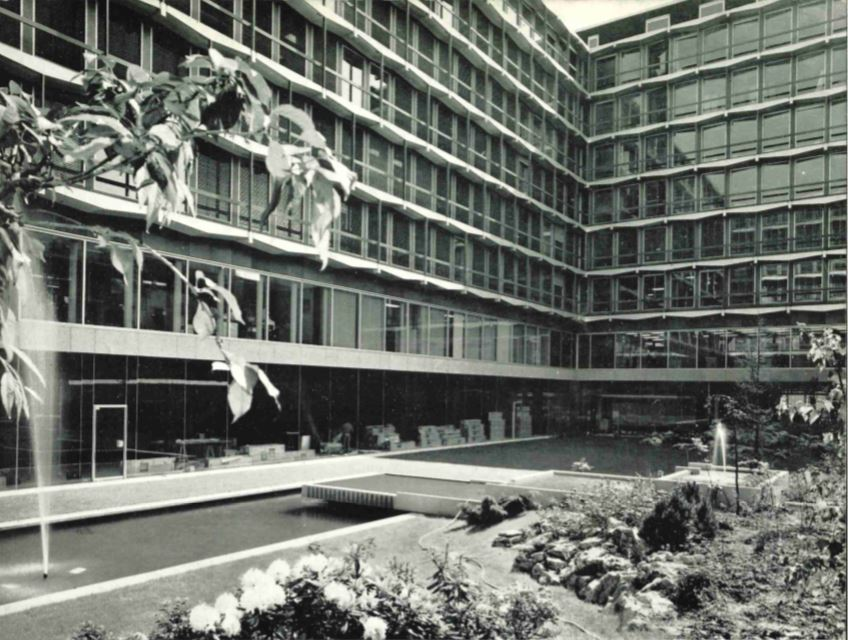
Jardin patio, végétation et plans d'eau du bâtiment arts 56, années 70'